# Вукови са Дрине
Специјална јединица ”Вукови са Дрине” била је једна од елитних јединица Војске Републике Српске, у саставу Дринског корпуса.

## Настанак
Јединицу је 25. маја 1992. основао генерал Миленко Живановић, командант Дринског корпуса, као извиђачки вод Зворничке бригаде. Наредне године, 8. маја, јединица прераста у Подрињнски одред специјалних снага (ПОСС) којом командује Душко Вукотић, као маневарски батаљон Дринског корпуса. Одред је у сатаву имао и оклопну чету, батерију минобацача, као и логистичку чету.

## Ратни пут
Батаљон је учествовао у већини операција Дринског корпуса. По оснивању ПОСС, одред води борбе са 2. корпусом Армије Републике Босне и Херцеговине на правцима ка Сапни и Калесији. Током лета 1993, јединица учествује у операцији Лукавац, када је ослобођено Трново а АРБиХ одбачена са планина Бјелашнице и Игмана. Током 1994, ”Вукови са Дрине” се боре против 5. корпуса АРБиХ у склопу Тактичке групе 3, у успешном контранападу ВРС у Цазинској крајини. Последњу годину, јединица је током лета провела ратујућу у нападима на Сребреницу и Жепу, да би рат дочекала бранећи Мркоњић Град и Приједор у операцији Вагањ.

## Историја
Кроз јединицу је прошло 542 борца, 82 је погинуло, од чега 4 погинула командира чете, 8 командира водова и 11 командира одељења. 323 борца су постали ратни војни инвалиди, док само 16 није било рањавано.